# Hans Zerhoch
Hans Zerhoch (* 1950) ist ein ehemaliger deutscher Kraftsportler im Kraftdreikampf und Steinheben.

## Sportliche Karriere
Er wurde 19× deutscher Meister im Steinheben. Im Kraftdreikampf wurde er im größten Powerliftingverband der Welt, der IPF, dreimal Weltmeister (1991, 1992, 1993) in der Gewichtsklasse +125 kg. Damals war Zerhoch jeweils schon über 40 Jahre alt. Zerhoch hielt zwischenzeitlich den Weltrekord in der Kniebeuge mit 420 kg (einlagig). Seine Bestleistungen waren: 420 kg Kniebeuge, 252,5 kg Bankdrücken und 372,5 kg im Kreuzheben. Seine Bestleistung im Kraftdreikampf war 1007,5 kg. In seiner "Glanzzeit" nannte man ihn auch den "bayrischen Hercules" oder "den Kran von Schongau". Sein Wettkampfgewicht betrug damals ca. 145 kg. Mit 64 Jahren schaffte er 2014 auf einem Wettkampf noch 270 kg RAW im Kreuzheben.